# 2013年雷迪斯克航空DHC-3墜毀事件
2013年雷迪斯克航空DHC-3墜毀事件是指在2013年7月7日時，一架隸屬於雷迪斯克航空的單引擎DHC-3海賴飛機包機墜毀於美國阿拉斯加州索爾多特納當地的索爾多特納機場，並且隨後引起大火。在這次墜毀事故中，造成唯一一名機組人員和全部9名乘客全數喪生。